# Siciliaanse revolutie van 1848
De Siciliaanse Revolutie van 1848 (Siciliaans: Rivuluzzioni nnipinnintista siciliana dû 1848; Italiaans: Rivoluzione siciliana del 1848) was een revolutie die op 12 januari 1848 startte en het was de eerste revolutie die uitbrak in het Revolutiejaar 1848. De revolutie leidde tot het kortstondige bestaan van het Koninkrijk Sicilië, maar in 1849 herstelde koning Ferdinand II der Beide Siciliën zijn gezag op het eiland.

## Achtergrond
In 1812 had koning Ferdinand IV van Napels op Sicilië een grondwet uitgevaardigd. Nadat hij in Napels terugkeerde na de dood van de Napoleontische pretendent Joachim Murat trok hij als koning Ferdinand I  der Beide Siciliën de grondwet echter weer in. In 1820 kwam het Napolitaanse leger in opstand tegen hun koning. Door deze confrontatie met opstand decreteerde de koning dat hij de grondwet van 1812 weer zou herstellen. Op 8 juli 1820 legden de koning en zijn zoons een eed van trouw af aan de grondwet.
De Heilige Alliantie tolereerde deze revolutie echter niet en stuurde in 1821 een Oostenrijks leger naar Italië om orde op zaken te stellen. De revolutionaire legeraanvoerder Guglielmo Pepe trachtte de Oostenrijkers nog het hoofd te bieden, maar zijn leger smolt weg met de komst van Oostenrijk. De Carbonari onder de leiding van Pepe werden in de Slag bij Rieti waarna Ferdinand I weer in zijn oude macht hersteld kon worden. Een groot aantal revolutionairen nam na de mislukte revolutie van 1820 de wijk naar onder meer het nabijgelegen Malta. Pepe vluchtte naar Engeland waar hij zijn memoires schreef die uiteindelijk in 1846 werden gepubliceerd.

## Aanloop
Sinds de revolutie van 1820 bleef het eiland Sicilië in een continue status van politieke onrust. Zo kwamen er met enige regelmaat opstanden voor. In 1837 brak er op het eiland een choleraepidemie uit en naar aanleiding hiervan ontstond onder de plaatselijke bevolking het idee dat de Bourbonregering op het vaste land het eiland had vergiftigd. Een reeks van moorden op overheidsfunctionarissen volgde. Eerste minister Giuseppe Ceva Grimaldi Pisanelli spoorde zijn koning Ferdinand II der Beide Siciliën onder meer aan tot het liberaliseren van de drukpers. Door middel van het begunstigen van de kerk en het leger bleef hij aan de macht en probeerde hij bij tijd en wijlen het volk tevreden te houden met het ontslaan van impopulaire ministers. De vrijheid van drukpers op Malta gaf de Siciliaanse revolutionairen aldaar de mogelijkheid om hun gedurfde gedachten over hun thuisland via de drukpers te laten verspreiden.
Op 1 september 1847 brak er een eerste, kleinschalige opstand in Sicilië uit tegen het gezag Ferdinand II. Deze opstand vlakbij Messina werd al snel neergeslagen, maar desondanks bleef de sfeer tijdens de herfst en winter van 1847-1848 in het koninkrijk gespannen. Op 9 januari 1848 verspreidde Francesco Bagnasco een plakkaat in Palermo dat op 12 januari, de verjaardag van de koning, een revolutie tegen zijn gezag zou uitbreken.

## Revolutie

### Palermo

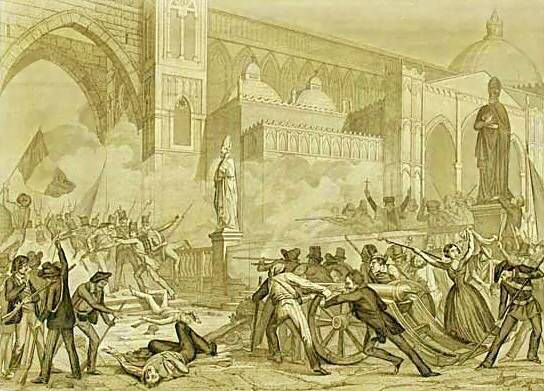
De gevechten op 12 januari in Palermo

In de dagen naar aanloop van 12 januari stond het garnizoen van Palermo continu paraat. Bij de dageraad van 12 januari patrouilleerden de soldaten van de Citadel naar de monding van de haven om de bevolking te observeren. Aan het begin van de middag begonnen grote groepen mensen samen te komen op diverse plekken in de stad. Toen de troepen erop uitgestuurd werden om de bevolking uiteen te drijven braken de eerste gevechten uit. Vanuit ramen werden de soldaten bekogeld met stenen en dakpannen. Bij het vallen van de avond waren de opstandelingen in controle van grote delen van de stad. Op 16 januari bereikten negen oorlogsschepen met 6.000 soldaten uit Napels Palermo om de teruggedrongen soldaten te versterken, maar op 4 februari had het leger zich grotendeels teruggetrokken uit de stad. Vervolgens verspreidde de revolutie zich verder over het eiland. Medio februari hadden de revolutionairen bijna heel Sicilië in handen op Syracuse na, dat viel in april 1848, en de citadel van Messina.

### Provisionele regering

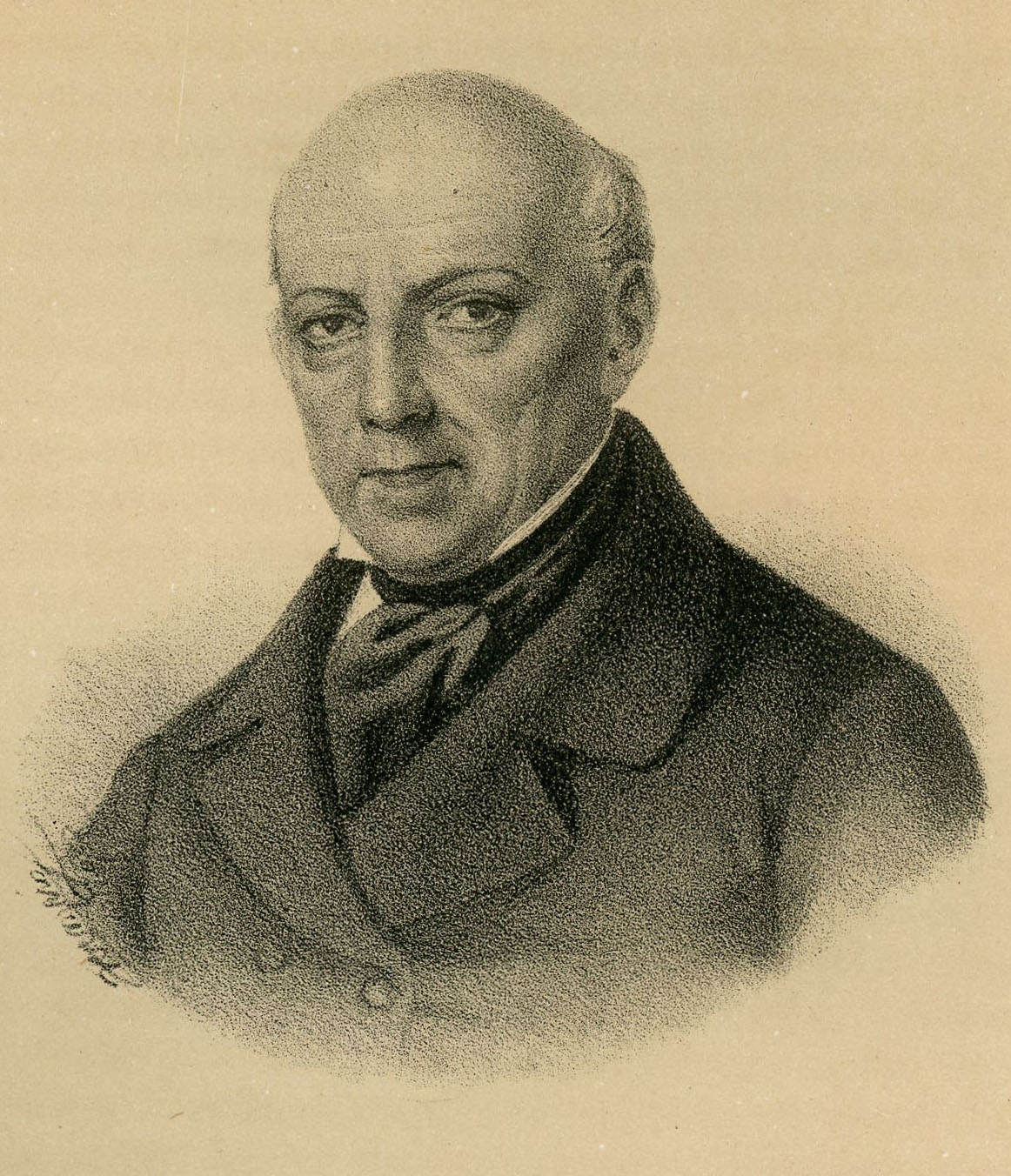
Ruggero Settimo (1864).

Op 14 januari werden er vier commissies opgericht die verantwoordelijk waren voor voedselvoorziening, oorlog en munitie, financiën en het vergaren van relevante informatie. Deze vierde commissie werd voorgezeten door de gepensioneerde advocaat Ruggero Settimo. Vanaf 18 januari namen deze commissies ook de communicatie met de autoriteiten in Napels over. Settimo werd op 23 januari verkozen tot "algemeen voorzitter" van de commissies en twee dagen later werd hij "Voorzitter van de Algemene Commissie". De zeven verschillende jurisdicties van het eiland werden in tegenstelling tot 1820 in tact gelaten.
Daarnaast ging de Provisionele regering over tot de creatie van een Nationale Garde die belast was met het bewaken van eigendommen. Vervolgens ging de regering over tot het samenstellen van een eigen parlement dat op 25 maart voor het eerst bijeenkwam en hierbij droeg de provisionele regering hun dictatoriale macht over aan het nieuwe parlement. In april 1848 zette het Siciliaanse parlement officieel Ferdinand II af als hun koning.

## Contrarevolutie
Nadat Ferdinand II op het vasteland van Napels weer volledig de teugels in handen had gekregen ging hij in september 1848 over tot de herovering van Sicilië. 20.000 soldaten staken de Straat van Messina over en namen de controle over in Messina na een slachtpartij die 34 uur duurde. Deze werd beëindigd door de interventie van de Britten en de Fransen. De herovering van Sicilië ging gepaard met vele plunderingen, vernietigingen en wreedheden die werden begaan tegen de Siciliaanse bevolking, zoals verkrachting en het uitmoorden van kinderen en oudere mensen. De Poolse legeraanvoerder Ludwik Mierosławski leidde het militaire verzet in Sicilië tussen december 1848 en april 1849. Het Napolitaanse leger slaagde erin om Ferdinand II weer aan de macht te helpen op het eiland. Nadat hij ook weer koning over Sicilië was riep hij op 1 februari 1849 het Siciliaanse parlement bijeen, maar deze verkeerde in een status van een schijndood. Door de macht van de koning en de ministers had het parlement niks in te brengen.

## Revolutionaire nasleep
In navolging van Sicilië brak er op het vasteland van Napels ook onrust uit. Op 29 januari beloofde koning Ferdinand II om met een grondwet te komen. De Februarirevolutie die in Parijs uitbrak een maand later was eveneens geïnspireerd door de gebeurtenissen in Sicilië. In april 1848 volgden de Ionische eilanden het voorbeeld van de Siciliaanse revolutionairen en kwamen ze in opstand tegen de Britten om zich te willen aansluiten bij Griekenland.